# Paolo Signorelli
Paolo Signorelli (Treviglio, 10 de marzo de 1939 - Treviglio, 3 de mayo de 2018) fue un futbolista italiano, que jugó en la demarcación de centrocampista.

## Trayectoria
Creció en Trevigliese, con quien debutó como amateur. Luego pasó al Pro Patria, de la Serie B, con el que disputó cinco campeonatos, convirtiéndose en un elemento fundamental del mediocampo. Fichó por el Atalanta que lo hizo debutar en la Serie A, categoría que mantuvo durante cuatro años, al término de los cuales puso fin a su carrera.

## Clubes
| Club        | País   | Año       |
| ----------- | ------ | --------- |
| Trevigliese | Italia | 1959-1960 |
| Pro Patria  | Italia | 1960-1965 |
| Atalanta BC | Italia | 1965-1970 |